# Nyírjes (Balassagyarmat)
Nyírjes Balassagyarmat különálló városrésze. Itt található a Nyírjesi Füvészkert és Vadaspark, a nyírjesi tórendszer (7 mesterségesen kialakított tó egymással összekötve), valamint a város két iskolája: a Mosoly EGYMI és a Ridens Szakgimnázium.

## Nyírjesi tavak
A Nyírjesi-völgyben mesterségesen hat halastavat alakítottak ki, amiket bővizű források táplálnak. (A tavakat sorszám alapján nevezték el, eredetileg I. és VII. közötti számokkal, de később két tavat összenyitottak, így már csak 6 különálló tóról beszélhetünk.) A legdélebbi fekvésű, VI. számú tavon kívül − amit két eltérő irányból érkező patak is táplál − a többit már elkezdte visszahódítani a természet.

## Megközelítése

### Közúton
Autóval Balassagyarmatról, a városközpontból a 2108-as (Kossuth Lajos út, Leningen Károly utca) és a 21 128-as számú mellékúton (Nyírjesi út, Mártírok útja) keresztül, majd egy számozatlan bekötőúton lehet elérni Nyírjest.

### Autóbusszal
Nyírjest a várossal a 3314-es helyközi járat köti össze. Balassagyarmatról az autóbusz-állomásról indul a busz hétköznap 4, hétvégén 3 alkalommal. Nyírjesből az autóbusz-állomásra hétköznaponként 6, hétvégenként 3 alkalommal indul a busz. Annak ellenére, hogy helyközi járat, a helyi járat díjszabása érvényes a járaton.

## Népesség
A városrész népességének változása:
| Lakosok száma | 88   | 226  | 142  |
|               | 2001 | 2011 | 2022 |